# Síndrome de Münchhausen por procuração
A síndrome de Münchhausen por procuração (com sigla MSBP do nome em inglês Munchausen syndrome by proxy; SMPP, em português) ou transtorno factício imposto a outro, uma variante da síndrome de Münchhausen, é uma doença mental que foi originalmente descrita em 1977 por Sir Roy Meadow, pediatra, que a definiu como sendo uma forma de abuso infantil onde seus cuidadores provocam de forma deliberada, ou informam falsamente, a existência de alguma doença em crianças como forma de chamarem a atenção para si mesmos.
Segundo o psiquiatra Philip Resnick, em 85% dos casos a mãe é o perpetrador da violência contra a criança, e a taxa de mortalidade entre as vítimas é alto. O padrão que apresentam em comum é ter o genitor que aparenta devotado aos cuidados do filho levando-o repetidamente ao médico para que seja tratado por uma doença misteriosa que ele ou ela não conseguem curar; as autoras Betty Alt e Sandra Alt, na obra "Wicked Women", dizem que é a mãe quem faz a criança doente, pois "alimentam a criança com veneno para induzir dor abdominal, agravam ou infectam feridas existentes, induzem apneia pela sufocação, ou torcem para quebrar os ossos"; em um caso registrado, a mãe injetara em seu filho matéria fecal: em resumo, ferem outro para atrair atenção para si.
Embora considerado raro, é uma situação subvalorizada nas estatísticas.

## Descrição

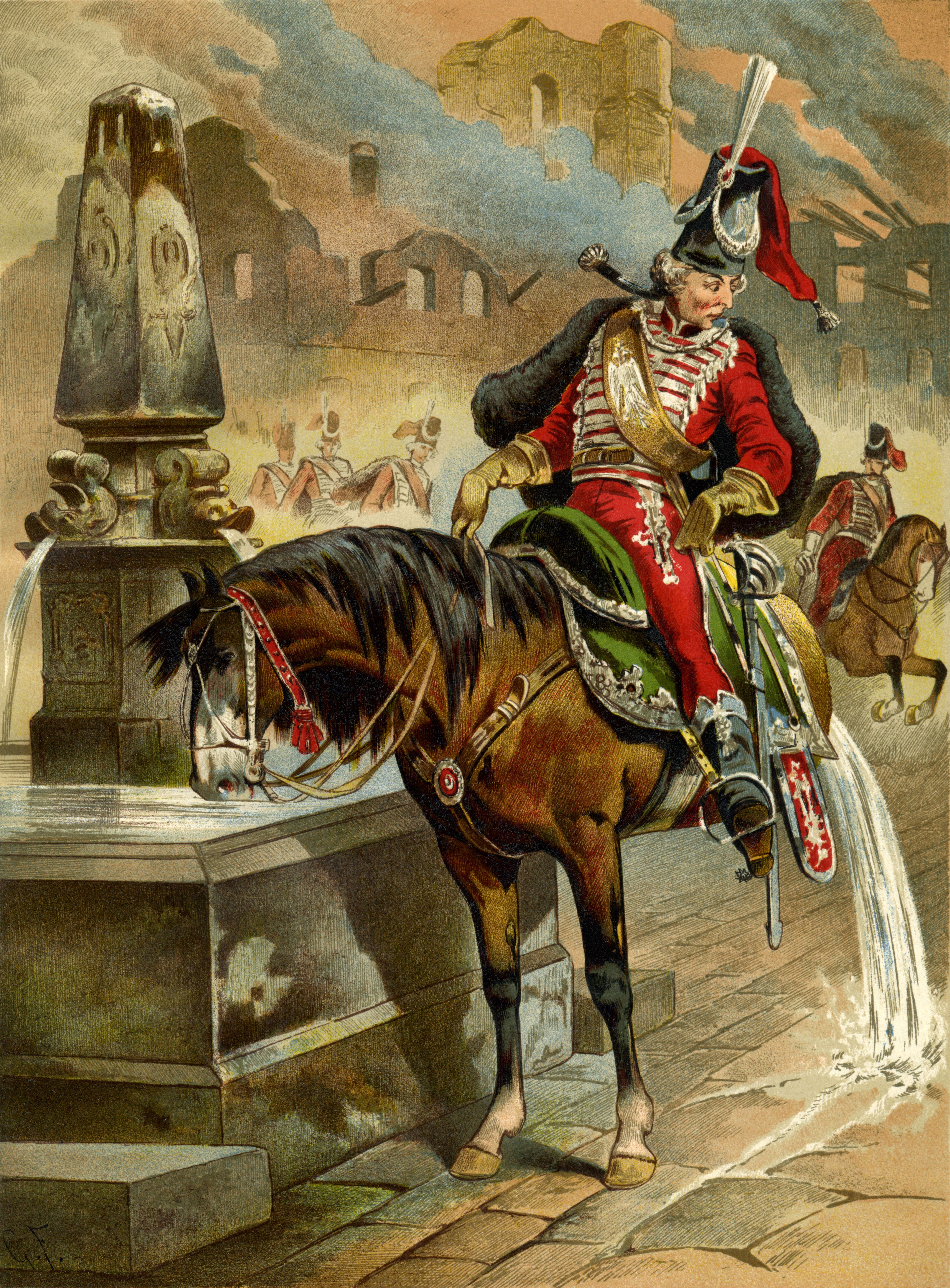
O Barão de Münchhausen inspirou o nome da síndrome; ele mentia para atrair a atenção dos outros ao narrar suas aventuras.
Na ilustração de Gottfried Franz, ele cavalga meio-cavalo.

Ocorre quando alguém próximo da criança, quase sempre a mãe (85 a 95%), de forma persistente ou intermitente, produz (fabrica, simula, inventa) de forma intencional sintomas na criança, fazendo que esta seja considerada doente, ou provocando ativamente a doença, colocando-o em risco e numa situação que requeira investigação e tratamento.
Às vezes existe por parte da mãe o objetivo de obter alguma vantagem para ela, como por exemplo conseguir atenção do marido, ou como meio de se afastar de uma casa conturbada pela violência.
Nas formas clássicas, entretanto, a atitude de simular/produzir a doença não tem nenhum objetivo lógico, parecendo ser uma necessidade intrínseca ou compulsiva de assumir o papel de doente (no em si mesmo) ou da pessoa que cuida de um doente (por procuração). O comportamento é considerado como compulsivo, no sentido de que a pessoa é incapaz de abster-se dele mesmo quando conhecedora ou advertida de seus riscos. Apesar de compulsivos, os atos são voluntários, conscientes, intencionais e premeditados. O comportamento que é voluntário seria utilizado para se conseguir um objetivo que é involuntário e compulsivo. A doença é considerada uma grave perturbação da personalidade, de tratamento difícil e prognóstico reservado. Estes atos são descritos nos tratados de psiquiatria como "distúrbios factícios".
Além da forma clássica, em que uma ou mais doenças são simuladas, existem duas outras formas de Münchhausen por procuração: as formas toxicológicas e as por asfixia em que a criança é repetidamente intoxicada com alguma substância (medicamentos, plantas etc.) ou asfixiada até quase à morte.
Segundo Deborah Shurman-Kauflin, as pessoas sob esse transtorno têm uma percepção de importância e auto-estima ao prejudicar uma criança e depois "salvando-a" ao levá-la para receber os cuidados médicos; contudo, se a criança melhorar elas ficam agitadas e se permanece doente, ficam calmas.

## Identificação e efeitos na criança
O diagnóstico da MSBP se faz por exclusão, e requer muitas vezes do médico um trabalho de detetive para identificar o histórico do agressor, donde ser bastante difícil; o fato de se exigir a eliminação de todas as demais hipóteses para diagnose por si só já demanda bastante tempo de observação, durante o qual os próprios profissionais de saúde acabam alimentando a falsa crença de que a criança é doentia, e esta acaba sendo submetida a exames desnecessários.
A taxa de mortalidade infantil é calculada na ordem de 10%; as vítimas sobreviventes podem desenvolver a síndrome de Münchhausen para atrair a atenção parental e podem ter sequelas tais como: hiperatividade, crises ansiolíticas, sentimento de abandono e, finalmente, evasão escolar como consequência da baixa sociabilidade.

### Diagnóstico
As seguintes situações devem ser observadas para a identificação da síndrome:
1. Uma ou mais doenças que não respondem à terapia ou que apresentam uma evolução persistente, fora da normalidade e sem explicação para tal;
2. Constatações de exames físicos ou de laboratório contrários ao histórico ou que sejam impossíveis para o caso, tanto física quanto clinicamente.
3. Cuidador, em geral a mãe, com grande conhecimento médico e/ou com interesse exagerado nos casos médicos e no ambiente do hospital, sobretudo na sintomatologia de outros pacientes;
4. Cuidador sempre atento e presente, chamando para si mesmo a atenção;
5. Conduta pouco comum do cuidador diante da situação, ora aparentando bastante calma e confiança na equipe que atende o caso, ou então se revoltando com esta a cobrar maior atenção, segundas opiniões;
6. Cuidador ser da área da saúde, ou manifesta interesse em sê-lo;
7. Sintomas e sinais na criança desaparecem quando o cuidador está ausente;
8. No caso de ser parental o cuidador, ausência e distanciamento do cônjuge com a situação da criança;
9. Pai ou mãe que relatam graves acidentes durante o tratamento do filho e;
10. Cuidador com grande carência de atenção e conforto.

## Casos concretos
O registro de um caso na cidade portuguesa de Amarante demonstra como é difícil se identificar a ocorrência da MSBP: um menino recém-nascido de quatro dias apresentou um quadro de hemorragia digestiva alta (de origem no trato gastrointestinal superior); como a mãe apresentava ulceração mamária, imaginou-se que o sangue seria dela e, com a melhora, a criança teve alta; com um mês e um dia novo internamento com o mesmo quadro e foi realizada uma bateria de exames; dezenove dias após, volta ao hospital com os mesmos sintomas; aos dois meses de vida a coisa se repete, o mesmo ocorrendo aos dois meses e meio, aos cinco meses e meio, aos seis meses de idade mais uma, aos oito meses outra e aos nove meses e meio mais uma, sempre submetido a mais e mais exames (dentre os quais várias endoscopias) sem que a causa das hematemeses sejam detectadas; aos onze meses e no décimo episódio, finalmente, os médicos suspeitam que a mãe não estava revelando a verdade da situação familiar e convocam o pai (até ali sempre ausente) quando então se descobriu que a criança tinha dois irmãos mais velhos falecidos em circunstâncias obscuras e uma outra irmã que fora retirada do convívio da mãe e do padrasto (o pai da criança em estudo) por maus tratos; só então se diagnosticou a síndrome e as autoridades foram contactadas, revelando a demora médica em perceber a situação. Contribuiu para isto a conduta da mãe, sempre humilde e cuidadosa, o que levou os facultativos a uma longa fase de diagnósticos excludentes.
Em junho de 2015, nos Estados Unidos, “Dee Dee” Blanchard foi assassinada a pedido da filha Gypsy Rose, pelo namorado desta, Nicholas Godejohn; segundo se apurou o crime teria sido motivado por conta dos abusos que "Dee Dee" infringira à filha desde a infância, por alegadamente sofrer da síndrome de Münchhausen por procuração. Gypsy foi condenada a dez anos de prisão (pena mínima) por assassinato não premeditado, e Nicholas a prisão perpétua por assassinato em primeiro grau. O caso foi divulgado publicamente em 2016 através de um artigo publicado pela BuzzFeed.
Em outubro de 2019 uma mãe estadunidense, Kelly Turner Gant, foi detida acusada da morte da filha Olivia de apenas quatro anos, após tê-la usado para obter doações e chamar a atenção, aparecendo em redes de televisão sob a alegação de que a menina tinha uma doença terminal que a deixaria com pouco tempo de vida, despertando assim a compaixão de todos; durante as investigações a polícia descobrira que a filha mais nova de Gant havia falecido pouco tempo antes e ela se apressou a contestar, mesmo sem que houvesse qualquer menção a respeito, que ela não sofria da síndrome.